# Столыпинские минеральные воды
Столыпинские минеральные воды — курорт близ деревни Новой Столыпинки Николаевского уезда Самарской губернии, на берегу реки Большой Кушум, в 40 км от волжской пристани Балаково.

## История

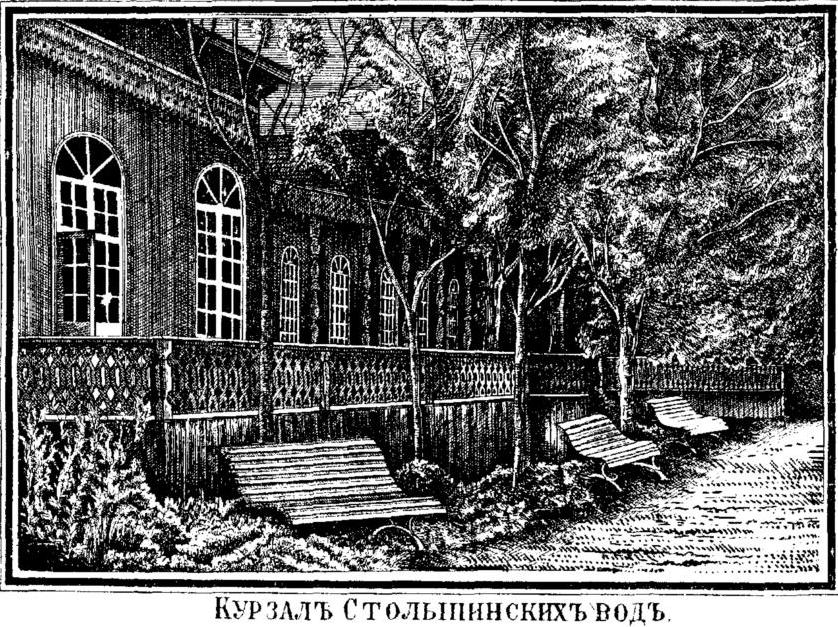
Курзал Столыпинских минеральных вод 1890 год

История курорта Столыпинские минеральные воды берет начало в 1840-х гг. В дошедшей до наших времен легенде рассказывается, что пастух близлежащего села страдал болезнью ног, не поддающейся лечению. И чтобы удалить боль, он смачивал ноги грязью из расположенных в окрестностях деревни «вонючих озёр», получивших такое название из-за специфического сероводородного запаха. Через некоторое время его самочувствие улучшилось, язвы на ногах пропали. Слух об этом чудесном исцелении разошёлся далеко за пределы деревни, и владелец земли, на которой находились эти озёра, Николай Алексеевич Столыпин в 1844 году построил несколько зданий.
В 1865 году профессор дерптского университета К. Шмидт провел подробный химический анализ воды. Указом Медицинского департамента от 17 июня 1866 года было дано разрешение на открытие лечебного учреждения, принадлежавшего в тот период наследникам Камер юнкера Двора Его императорского Величества Николая Алексеевича Столыпина. Практически сразу после официального открытия заведение было сдано в аренду Николаю Петровичу Кедрову.

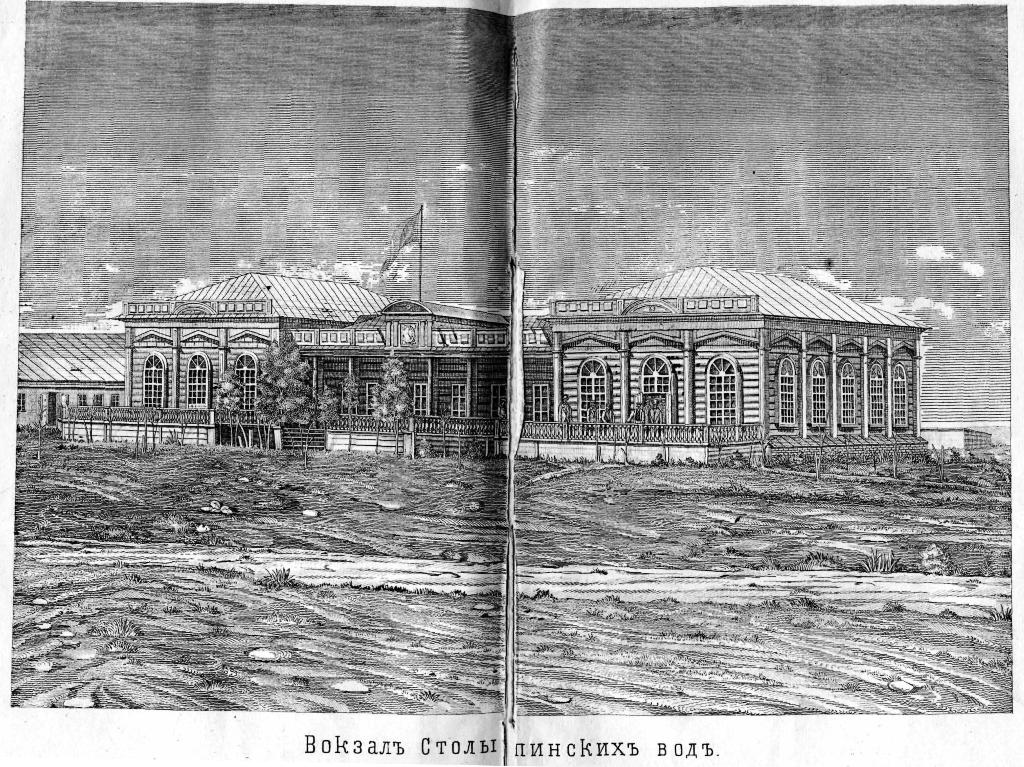
Вокзал Столыпинских минеральных вод 1880 год

В 1866 году был выстроен большой вокзал с крытой галереей для прогулок в ненастное время, для той же цели служил и танцевальный зал, имеющий 25 аршин длины и 15 аршин ширины. В 1866 году был построен дом под управление водами и кабинет для врачебных консультаций, для больных — 3 больших номерных корпуса (в 1-м — 14, во 2-м — 30 и в 3-м — 12 номеров) и 8 отдельных флигелей, из которых каждый помещает в себе по две семейные квартиры. Для принятия ванн выстроены 3 корпуса с купальными кабинетами; 2 из этих корпусов назначены для серных, а 3-й для железистых ванн.
Источник, служащий для питья серной воды, покрыт беседкой, к которой ведет деревянная лестница. В нескольких саженях выше этого источника обильнейшие из серно-соляных источников соединены в общий бассейн, доставляющий воду для ванн. Вода для ванн поднимается паровой машиной в 2 больших деревянных резервуара, вмещающие в себе более трех тысяч ведер воды; в меньшем из них вода остается холодной, в большом же она согревается парами, впускаемыми из паровика (паровик питается серной водой). Из этих резервуаров, посредством деревянных труб, проводится вода в 2 отдельных корпуса ванн: 1-й женский, состоящий из 17 кабинетов, и 2-й мужской, состоящий из 22 кабинетов, из которых 2 предназначены для паровой ванны. Паровая ванна состоит из деревянного ящика с дверями; в этот ящик, имеющий вверху отверстие для головы больного проводятся пары из серно-соляной воды посредством особенного парового канала; последний снабжен краном, допускающим возможность соразмерять количество паров. Посредством приделанного внутри ящика термометра определяются нужные для известной цели температуры. Для принятия ванн из минеральной грязи предназначены особые кабинеты с двумя ваннами, одна собственно для грязи, а другая для омывания больного после грязной ванны. Для принятия душа устроено особое здание между дамским и мужским корпусами ванн. Как сами здания, так и ванны деревянные.

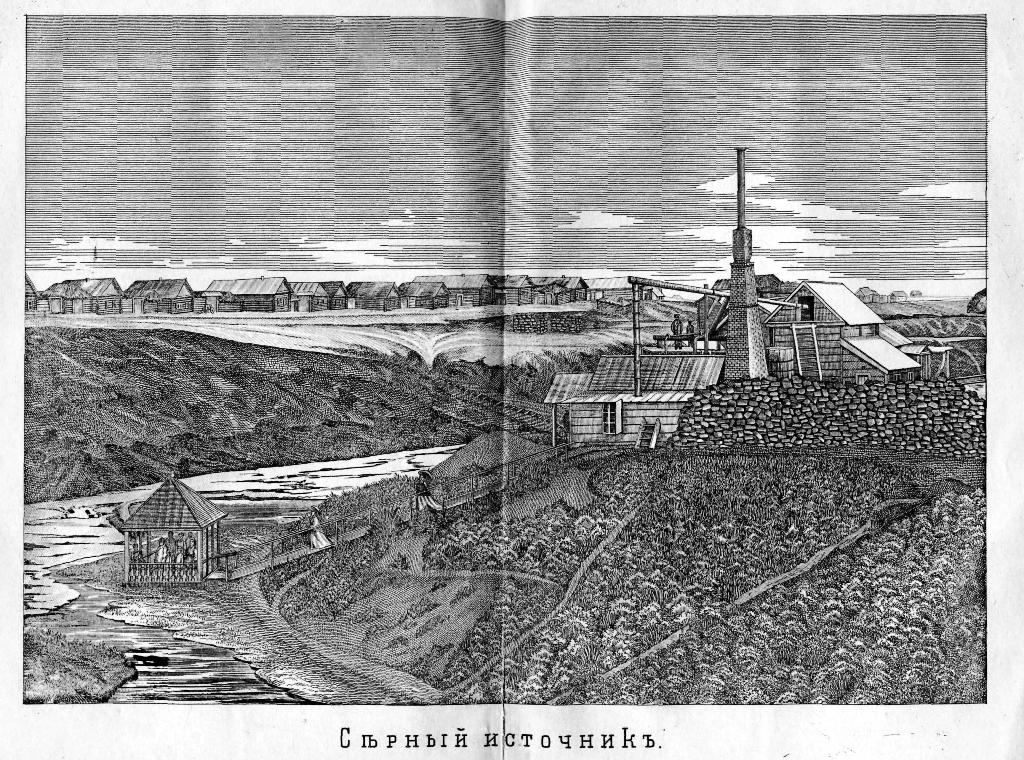
Серный источник 1880 год

Источник железистой воды покрыт деревянною беседкою и до 1872 года служил исключительно для внутреннего употребления. В 1872 году выстроен небольшой корпус с 6-ю купальными кабинетами и душем для пользования железистой водой.
Квартиры при заведении снабжены мебелью, тюфяками и комнатною посудою, но постельное белье больные должны иметь своё. Квартиры с прислугою и самоваром отдаются, смотря по величине и удобству их, ценою в 25, 35, 40, 50, 65 и 75 руб. за все лето. В вокзале можно получать хорошо приготовленное кушанье или порционно по карточке или помесячно за условленную с буфетчиком цену, смотря по количеству блюд (обед из 3-х блюд стоит помесячно 18 руб.) Весь остальной расход больного: за посещение вокзала и танцевальных вечеров, за музыку, газеты, библиотеку, питье минеральной воды и ежедневные серно-соляные ванны — составляет всего 40 руб. в месяц или, по желанию больного, понедельно 10 руб., в том числе и плата за ежедневные медицинские советы в консультационном кабинете врача заведения. Для облегчения лиц, имеющих большое семейство, положено за правило, что, за взносом первым больным полной платы (40 руб.), второе лечащееся лицо платит 35 руб., а все следующие — по 20 руб. в месяц (понедельно 10, 9 и 5 руб., за все вышеобозначенное). Те немногие больные, которые принимают, кроме утренних, ещё вечерние ванны, платят за каждую по 50 коп. Минеральная грязь и железистая вода привозятся в заведение за 3,5 и 2,5 версты, почему расход больного на каждую такую ванну и увеличивается на 50 коп. Кумыс отпускается бутылками по 20 коп.
Здоровые, провожающие больных, за исключением детей моложе 10 лет и прислуги, обязательно должны внести в контору по 5 руб. с лица за музыку, библиотеку, посещение танцевальных вечеров и проч.
Чтобы сделать воды доступными и для менее состоятельных больных, управление водами с 1880 года открыло общие квартиры с платою за квартиру, ванны, обед и проч. по 50 р. в месяц, поставляя при этом непременным условием, чтобы желающие воспользоваться этими общими квартирами, которых имеется ограниченное число, выслали заявления свои с обозначением одержимой ими болезни по 10-е мая в г. Саратов на имя доктора заведения Карла Васильевича Ивенсена.
Если принять в соображение, что заведение находится на степи, что поэтому большая часть провизии, даже дрова для кухни и паровика, и лес для построек и ремонта должны быть перевозимы за 50 верст из Балаково, что при заведении находится постоянный врач, и что машинист, акушерка, фельдшер, оркестр музыки, многочисленная прислуга и повара привозят из Саратова и Самары на весьма короткое время, следовательно и за двойную и тройную плату, — то при таких затруднительных обстоятельствах каждый беспристрастный человек согласится, что посетители Столыпинских вод подвергаются довольно умеренной плате.
Для удобства публики при заведении открыты булочная, прачечная и лавка, в которой можно получить все необходимые предметы (чай, сахар, свечи, табак, конфеты и проч.). Почта получается и отправляется 2 раза в неделю.
Что касается до жизни на водах, то разнообразия в степи, разумеется, не много; но всё-таки же посетители, не требующие слишком многого, находят и здесь развлечения в общих играх, прогулках, поездках верхом и путешествия в соседний монастырь, расположенный в старом дубовом лесу. Со стороны управления, для развлечения посетителей, нанят оркестр музыки, который веселыми звуками ежедневно облегчает утренние прогулки во время питья минеральной воды, а вечером привлекает публику к большому вокзалу, в котором 2 раза в неделю бывают танцевальные вечера. В вокзале имеется рояль. Охота по изобилующим дичью степям, рыбная ловля, бильярдная и шахматная игра, чтение газет и библиотека довершают те развлечения, которые мы в состоянии доставлять посетителям. Столыпинские воды, конечно, не могут соперничать с германскими относительно местоположения, развлечения и удобств; но было бы несправедливо требовать подобного от них: германских гор и лесов в Самарскую
степь перенести нельзя. Но если природа отказала Столыпинским водам в некоторых внешних украшениях, то, взамен того, она дала им одно преимущество перед многими заграничными водами, это дознанные великие целебные силы.
В период с 1869 по 1879 год прошли лечение 1725 больных (909 мужчин и 816 женщин), что составляет в среднем 156—157 больных ежегодно. Значительное большинство больных поступило из Саратовской (29,5 %), Самарской (28,3 %) и вообще из приволжских губерний (91,1 %), между тем как другие губернии нашего обширного отечества весьма слабо (8,9 %) участвовали в посещении Столыпинских вод, что видно из следующего сравнения:
- Из Саратовской — 509 больных
- Самарской — 488
- Казанской — 197
- Симбирской — 142
- Вятской — 86
- Уфимской — 52
- Н. Новгород — 33
- Пермской — 32
- Оренбургской — 30
- Уральской обл. — 22
- Пензенской губ. — 21
- Астраханской — 19
- Тамбовской — 17
- Московской — 16
- Костромской — 11
- Владимирской — 9
- С.-Петербургск. — 7
- Обл. Дон. Войск. — 6
- Рязанской — 5
- Тверской — 4
- Харьковской — 4
- Воронежской — 3
- Ярославской — 2
- Томской — 2
- Бакинской — 2
- Курляндской — 2
- Лифляндской — 1
- Тульской — 1
- Орловской — 1
- Курской — 1

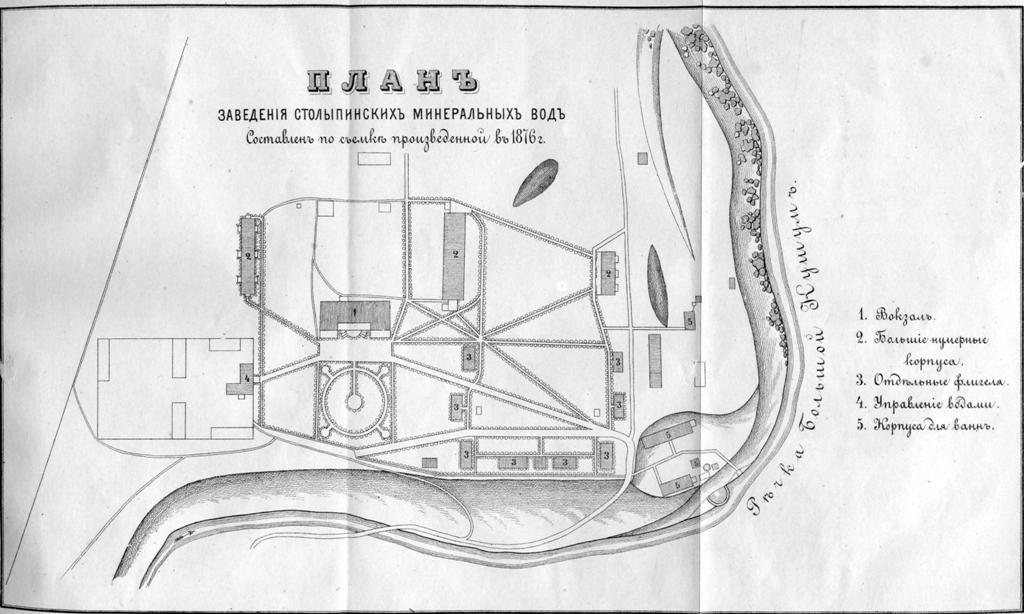
План заведения «Столыпинские минеральные воды» 1876 год

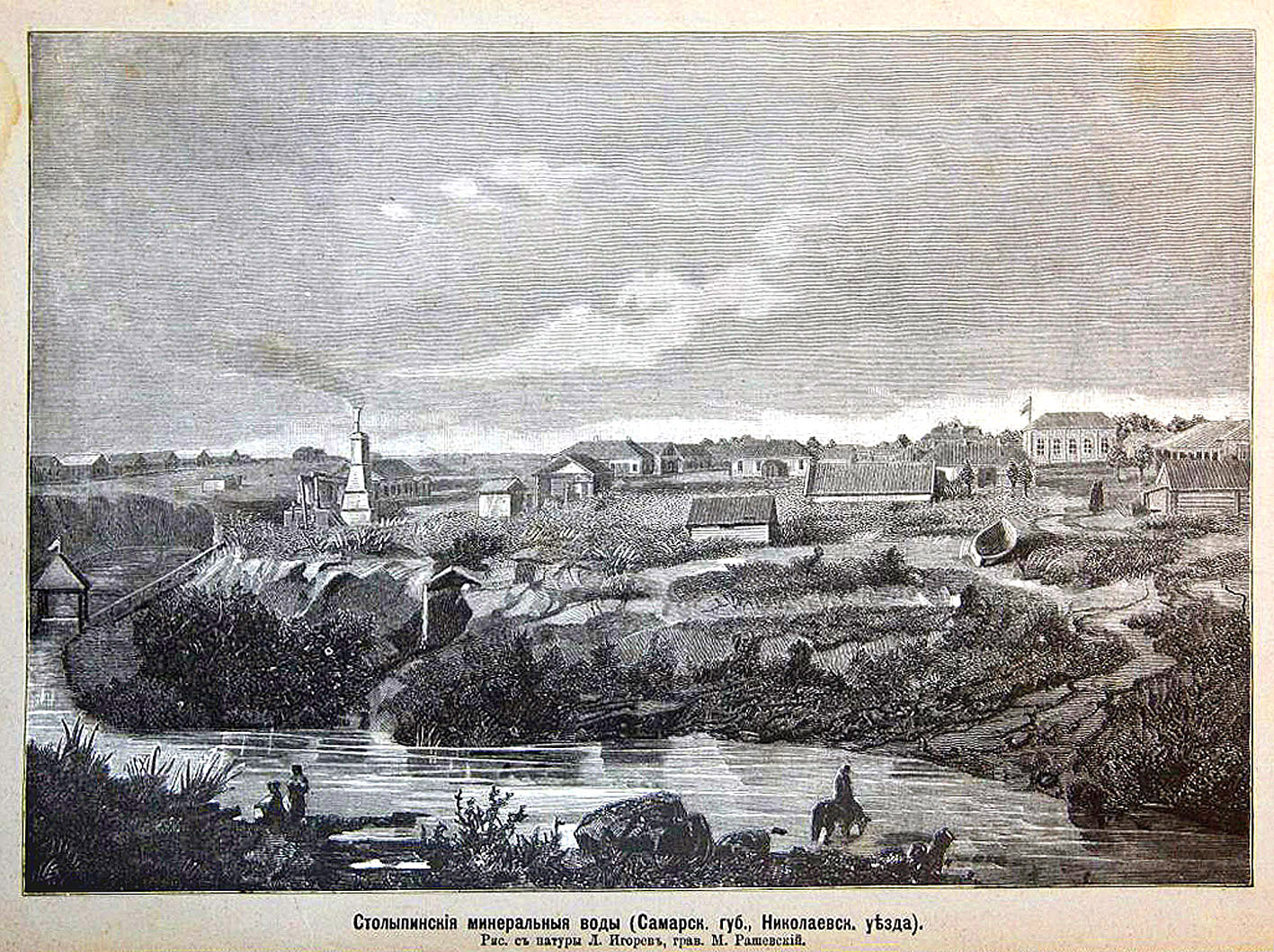
Столыпинские минеральные воды (Самарск. губ., Николаевск. уезда). Рис. с натуры Л. Игорев, грав. М. Рашевский

Время, когда начинается и оканчивается курс лечения, публиковалось ежегодно в «Медицинском обозрении», в «Петербургских» и «Московских ведомостях», в «Новом Времени», «Голосе», в «Сыне Отечества», «Ниве», «газете Гатцука» и в местных приволжских газетах и справочных листках.
В летний период ежедневно из Саратова в Балаково отправляются пароходы; билет в 1-м классе стоит 2 руб. 40 коп., во втором — 1 р. 60 к. На Балаковской пристани извозчики дожидаются приезжающих; в селе имеются номера, почтовая контора и телеграфная станция. Для предохранения посетителей от самовольства ямщиков, управление водами ежегодно обязывает последних контрактом доставлять проезжающих на воды без задержания и за определённую цену: за тройку и крытый тарантас 6 р., за пару 4 руб.
В 1883 году был заключен долгосрочный арендный договор, коим заведение сдано, на 24 года, доктору медицины Карлу Васильевичу Ивенсену, на условиях ежегодной арендной платы и обязательного устройства заведения на собственные средства, без всякого в том участия Столыпина. В течение 6 лет преобразование заведения состояло в следующем:

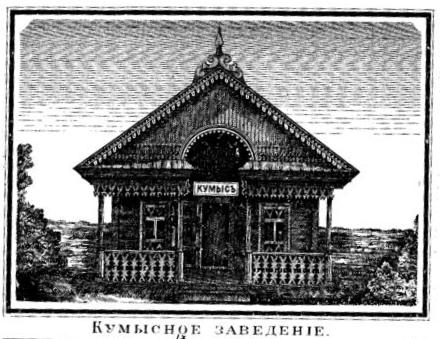
Кумысное заведение 1890 год

- 1) в постройке на возвышенном, сухом месте новых зданий для принятия ванн вместо прежних ветхих домов, стоявших на низменности, ежегодно заливающейся весенней водой;
- 2) в возведении новых дач (из сухого материала) с большими семейными квартирами, в которых чувствовался недостаток;
- 3) в постройке нового кумысного заведения и новой конторы вод;
- 4) в фундаментальной перестройке всех старых зданий: курзала, общих номеров и всех отдельных дач;
- 5) в оштукатуривании квартир, снабжении их большим, против прежнего, комфортом и приобретении переносных печей для, хотя и редких, случаев необходимости в согревании воздуха;
- 6) в приобретении двух новых 8- и 18-сильных паровых котлов и американского парового насоса новейшей конструкции для безостановочного отпуска ванн, даже и при большом требовании;
- 7) в устройстве театральной сцены со всей обстановкой и в значительном расширении парка и прогулок;
- 8) в открытии вновь отделанной лечебницы для малоимущих больных.

На благоустройство заведения и улучшение приспособлений для лечебных целей затрачен капитал в 60000 рублей.

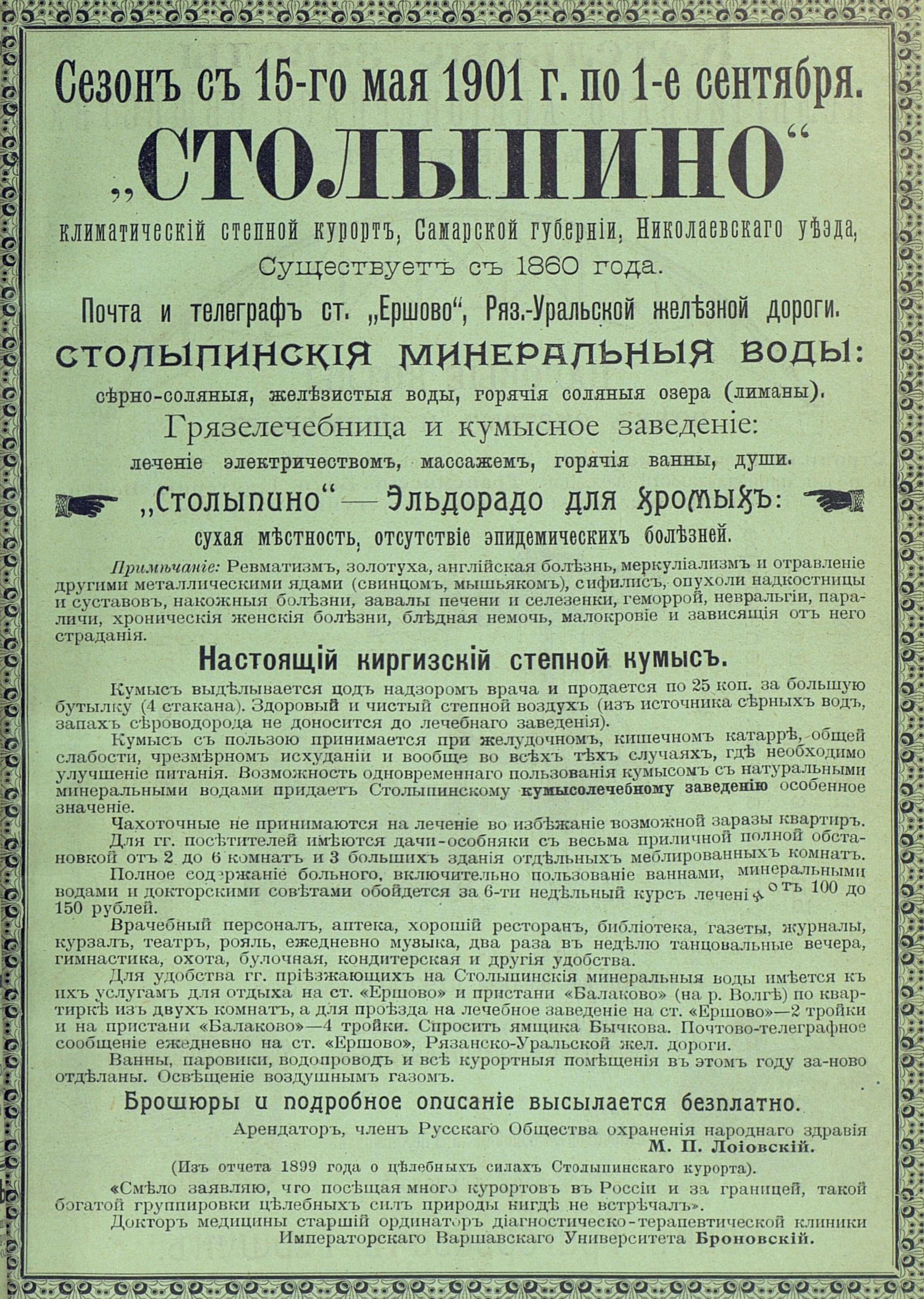
Реклама курорта Столыпино, 1901 год.

В 1892 году по инициативе К. Ивенсена Столыпинские минеральные воды были признаны «имеющими общественное значение», а в следующем году для них был утвержден статус охранной зоны.
Доктор Ивенсен, по независимым от него обстоятельствам, должен был оставить заведение, которое перешло в ведение администрации имения Николая Алексеевича Столыпина. В 1895 году курорт был закрыт и в течение двух лет пришёл в совершенный упадок и запустение.
В 1898 году заведение перешло по долгосрочному 36-летнему договору к новому арендатору — австрийскому подданному Михаилу Павловичу Лойовскому.
В 1900 году имение перешло в собственность Крестьянского поземельного банка, от которого в 1901 году было приобретено Александром Ивановичем Носковым, а в апреле 1910 года курорт на праве собственности перешёл крестьянину Ивану Гавриловичу Желябину. На тот момент Столыпинские минеральные воды занимали площадь 38 десятин. С 1911 года до курорта можно было добраться на автомобиле из Ершова и Балаково. Стоимость проезда составляла 5 рублей за человека из Ершова (30 верст) и 8 рублей за человека из Балаково. По приезде в Балаково можно было остановиться в постоялом дворе с номерами Генинга. В 1911 году здания для ванн, с 39 отдельными кабинетами, находились вблизи Николаевского источника и предназначались для пользования серно-солёной водой. Для грязевых ванн имелись особые кабинеты, проводилось так называемое кумысолечение. Сезон устраивался с 15 мая по 1 сентября, местность там степная, климат сухой, континентальный.

газета "Саратовский вестник", № 126 от 11 июня 1911 года:

Столыпинский «курорт».
Мы получили письмо следующего содержания:
«Милостивый государь г. Редактор!
Не откажите в Вашей уважаемой газете дать место нашему письму.
В газетах распространена реклама о Столыпинских минеральных водах, находящихся во владении г. Желябина. В объявлении сказано, что на курорте выписываются журналы, газеты, имеются гигантские шаги, гимнастические приборы и т. п.
На самом же деле на весь курорт выписывается по одному экземпляру „Саратовского вестника“ и „Волги“, и ничего более; ни одной столичной газеты, ни одного журнала. Из имеющейся же здесь так называемой „библиотеки“, предлагают книжку „для детей старшего возраста“ и каким-то случаем имеется 12-й том Л.Толстого.
Столб для гигантских шагов стоит, но веревок на нем нет, а рядом высится старое гимнастическое сооружение, без канатов, лестниц и шестов.
Для хранения приносимых больными для отсылки на ст. Ершово писем, в конторе курорта не имеется ни почтового ящика, ни просто кружки, и письма кладутся в конторе на стол. У жилых бараков нет даже скобок для очищения от грязи обуви, и в сырую погоду приходится грязными ногами топтать коридоры и жилые помещения.
Таким образом приезжий больной, прибывши на курорт и заплативши вперед все обязательные довольно крупные сборы, остается среди глухой степи почти без всякого слуха о внешней жизни, без единого культурного удобства, в состоянии бессильного возмущения.
На все просьбы и требования администрация или отвечает обещаниями, или же совсем их не замечает.
Если бы только не могучая сила Столыпинских вод и не присутствие здесь в качестве врача высокоуважаемого и любимого всеми профессора Н. Г. Стадницкого, то из тех тридцати больных, что сейчас здесь живут, ни одного бы, пожалуй, не осталось. Г. Похазников, Н. Хлебников, Г. Шмидт, Ив. Пшеничный, С. А. Баранов, Плаксин, Далечин, А. Малороссиянов, Адриановский, М.Попов, Нефедов».

В 1915 году курорт приобрел балаковский купец Н. А. Задков.
В 1919 году был принят декрет о национализации курортов. Во время Гражданской войны курорт простаивал. 16 ноября 1920 года отдел здравоохранения Балаковского уезда приступил к формированию особого ударного санитарно-эпидемиологического строительного отряда, предназначенного для обустройства курорта имени III Интернационала (до революции он назывался Столыпинские минеральные воды).
С 1924 года после слияния Балаковского уезда с Пугачевским курорт перешёл в ведение Пугачёвского уездного исполкома и по ходатайству Пугачёвского уездного отделения здравоохранения был переименован в курорт имени В. И. Чапаева. В 1925 году курорт имени Чапаева был обследован Александром Ивановичем Малининым (прим. приват-доцент, старший ассистент Акушерско-Гинекологической клиники и Заведующий Гинекологическим Отделением 2-й Советской Больницы в Саратове) совместно с заведующим Самгубздравом — доктором Захариным. Курорт слабо охранялся, представлял картину полного разрушения. Источники были заилены, срубы занесены землёй, и только кое-где видно было выбивание воды из-под земли. Все здания стояли полуразрушенными, без окон, без дверей, с полураскрытыми крышами. Террасы обрушились. Ограды вокруг курорта не было, и скот из деревни Чапаевки, расположенной на противоположном берегу реки Большой Кушум, разрушал остатки парка при курорте.
В 1926 году 15 Пугачёвский уездный Съезд Советов постановил восстановить Чапаевский курорт. Постановление гласит следующее: «Учитывая большую потребность крестьянского населения уезда в курортно-санаторной помощи, Съезд считает необходимым открытие в текущем году курорта имени Чапаева, поручает Уисполкому изыскать необходимые средства на его ремонт и оборудование».
Начиная с января 1927 года, Пугачёвский уездный исполком (председатель А. А. Фадеев) и уездный отдел здравоохранения (заведующий Г. Б. Греф) приступили к организации работ по восстановлению курорта. Исключительно за средства уездного бюджета был восстановлен ванный корпус, на 38 ванн, с механической подачей воды, причем заново было сделано 25 ванн деревянных и 13 ванн поставлено эмалированных. Восстановлено было 2 корпуса для больных на 75 коек, курзал, амбулатория, квартира для врачей, сделана временная пекарня и кухня. Источники были открыты, срубы очищены и исправлены. Приобретен двигатель, насос, инвентарь для палат, постельное белье, медицинский инвентарь. В июне 1927 года после почти 15-летнего бездействия курорт был снова официально открыт на 50 коек, причем прошло за летний сезон свыше 100 больных. На курорте работали 2 врача — ассистенты Саратовских клиник: гинеколог Александр Иванович Малинин и терапевт Виктор Романович Гайворонский.
В 1928 году был построен корпус для больных на 75 человек, проведено электричество. С 1933 года на протяжении многих лет главным врачом на курорте была Прасковья Сидоровна Новикова.
В годы Великой Отечественной войны в период с июня по сентябрь 1942 года на базе курорта имени Чапаева функционировал эвакогоспиталь 4804, который был рассчитан на 400 человек.
В госпитале работали:
- начальник госпиталя — военврач 1-го ранга Михельсон Михаил Вильгельмович,
- начальник медчасти — военврач 2-го ранга Смирнов Георгий Васильевич,
- начальники отделений: врачи Минкович Рахиль Соломонович, Холмовская Евгения Павловна, Чуткина Фаина Борисовна, Новикова Прасковья Сидоровна и врач-ординатор Быбак Берта Иссааковна. В госпитале было 15 медсестёр и другой обслуживающий персонал.

5 сентября 1960 года на территории курорта состоялось торжественное открытие памятника В. И. Чапаеву. В 1974 году введен в строй 5-этажный лечебный корпус на 310 мест.
В настоящее время Чапаевский курорт находится на территории Ершовского района Саратовской области.

## Источники

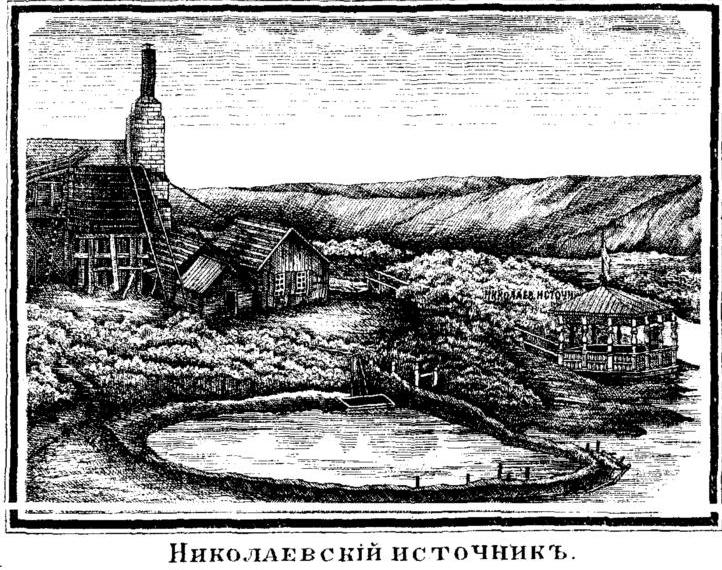
Николаевский источник 1890 год

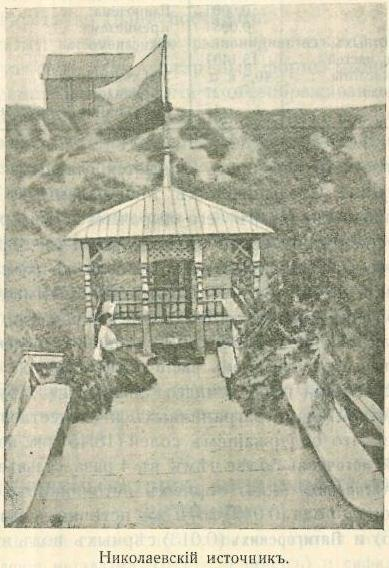
Николаевский источник 1911 год

### Николаевский источник
Вода Николаевского источника совершенно прозрачна и бесцветна, горько-солёного вкуса, с запахом сероводорода. Температура воды 10 °C, удельный вес при 14,6 °C = 1,1419.
Химическому анализу Николаевский источник подвергался впервые в 1865 году К. Шмидтом, в 1901 Московским частным Химико-Бактериологическим Институтом, С. Щедровицким в Саратове (1915) и наконец в 1927 г. Лабораторией при кафедре Фармакологии Саратовского Университета (Л. А. Ковалева).
Существенная особенность воды Николаевского источника — значительное содержание сернокислых, хлористых солей, а также углекислоты и сероводорода.
До революции на месте Николаевского источника был оборудован небольшой деревянный сруб в виде колодца цилиндрической формы глубиною до дна около 2-х метров. По данным К. Ивенсена, этот источник давал около 46 килолитров в час, то есть 1123 килолитра в сутки.

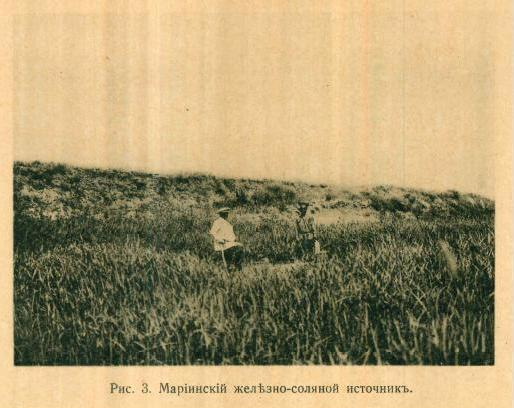
Мариинский источник 1915 год

### Мариинский источник
Железо-соляные источники располагаются на правом берегу Большого Кушума в 21,5 км выше курорта и выбиваются среди камышей на 0,7-1 м над уровнем реки. Среди более чем 10 отдельных источников выделяется особенно один, который носил название Мариинского и был обложен деревянным срубом.
Вода Мариинского источника без запаха, слабожелезистого вкуса; выделяет углекислоту и мутнеет, осаждая окись железа. Удельный вес 1,00345—9,4 %; реакция средняя. По содержанию железа (0,07 г в литре воды) Мариинский источник оказывается главным представителем железных вод в России и в те годы только один источник в Липецке немногим превышает его (0,0361). Железноводские же значительно слабее.
Дебет этого источника, по измерению Стопневича, составлял в 1915 году 81 килолитр в сутки, а другие близлежащие источники давали приблизительно по 24 килолитра, в общей сложности дебет всех этих источников указанный автор определял приблизительно в 300 килолитров в сутки.
Ещё по давнему определению К. Шмидта, эта вода является характерной железной водой, богатой хлористым натрием с некоторым содержанием и углекислоты, и по составу в общем близка к воде Мариенбада.

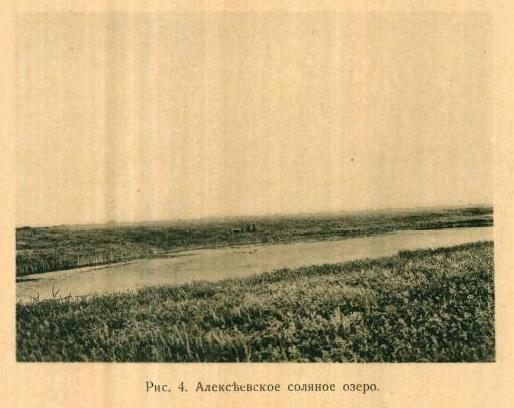
Алексеевское озеро 1915 год

## Озёра
Главным представителем Столыпинских солёных озёр считается Алексеевское горячее озеро, верхний слой воды которого всегда имеет темп. +20—21° С, но по мере углубления температура постепенно повышается и вблизи дна достигает +36° С и выше. Вода озёр совершенно прозрачна, без запаха, сильно солёного вкуса и представляет собой сильно концентрированный раствор солей. На дне озёр образовались громадные залежи минеральной соли и грязи. Озёра питаются выходящими со дна горячими серными источниками и потому не высыхают даже в самое жаркое и сухое лето.

## Санаторно-курортное лечение
Воды очень давно славились среди местного населения как верное средство против ломоты и ран, но только с 1866 г. официально было открыто лечебное заведение — курорт «Столыпинские минеральные воды», после того, как профессор Карл Шмидт провёл химический анализ родниковой воды.
Промышленным способом выпускается минеральная лечебно-столовая вода «Саратовская» (из родника «Железистого»). По химическому составу лечебно-столовая вода «Саратовская» хлоридная, сульфатно-хлоридная кальциево-натриевая без специфических компонентов с минерализацией 4,5-5,0 г/дм³. Рекомендуется при лечении заболеваний почек, печени, хронических гастритов, язвенной болезни желудка и двенадцатиперстной кишки.

## Особо охраняемые природные территории
В соответствии с постановлением Правительства Саратовской области от 1 ноября 2007 года № 385-П «Об утверждении перечня особо охраняемых природных территорий регионального значения в Саратовской области» грязевые источники Чапаевского курорта являются памятниками природы. Площадь охраняемой территории — 141,4 га, представляет собой 2 кластерных участка:
- 1. Северная граница первого (площадного) кластерного участка проходит по проселочной дороге, проложенной в направлении с северо-запада на юго-восток к с. Чапаевка, восточная, южная и западная границы идут по бровке левого склона долины р. Большой Кушум.
- 2. Второй кластерный участок — точечный, расположен на берегу р. Большой Кушум между селами Чапаевка и Каменная Сарма на расстоянии 2,5 км от каждого села.